# El doctor Martin
El doctor Martin (títol original en anglès, Doc Martin) és una sèrie de televisió britànica de comèdia dramàtica mèdica protagonitzada per Martin Clunes com el doctor Martin Ellingham. La va crear Dominic Minghella desenvolupant el personatge d'un llargmetratge: el doctor Martin Bamford a la comèdia de Nigel Cole El jardí de l'alegria (2000). La sèrie està ambientada al poble costaner fictici de Portwenn i es va rodar al poble de Port Isaac (Cornualla), amb la majoria d'escenes interiors rodades en un graner local reconvertit. La casa Fern Cottage s'utilitza com a llar i consultori del doctor Ellingham.
Entre el 2004 i el 2019 es van emetre nou temporades, amb un telefilm emès el dia de Nadal del 2006. La novena temporada emesa a ITV es va estrenar el setembre del 2019. La desena, i última, sèrie d'episodis es va emetre del 7 de setembre al 26 d'octubre de 2022; una darrera entrega, un especial de Nadal que es va emetre el 25 de desembre de 2022, va ser l'episodi final del programa.
S'ha doblat al català per a TV3, que va començar a emetre-la el 22 de juliol de 2024 a partir de la tercera temporada. Joan Carles Gustems i Maribel Pomar es van encarregar de doblar al català els protagonistes principals, el doctor Martin i la Louisa. La sèrie va ser èxit d'audiència l'estiu del 2024. L'estiu de 2025 es va reemetre per TV3 i es va estrenar a À Punt, encara que sense doblatge en valencià.
El 29 de desembre de 2022 es va emetre a ITV un documental titulat "Adeu, Doc Martin", amb entrevistes entre bastidors amb el repartiment i l'equip mentre filmaven la temporada final. També recordava els moments més destacats dels 18 anys de l'espectacle. Es va emetre a TV3 el 10 de setembre de 2024, després de l'episodi 78.

## Repartiment
Principal
- Martin Clunes com el doctor Martin Ellingham, metge de capçalera de Portwenn.
- Caroline Catz com a Louisa Glasson, professora a l'escola de primària de Portwenn.
- Ian McNeice com a Bert Large, lampista, restaurador i empresari local que intenta i fracassa un cop darrere l'altre.
- Joe Absolom com Al Large, fill del Bert, alterna la feina al restaurant amb d'altres més diverses.
- Selina Cadell com a Sally Tishell, farmacèutica de Portwenn i fascinada pel doctor.
- John Marquez com a Joe Penhale, oficial de policia de Portwenn.
- Stephanie Cole com a Joan Norton, tia del doctor Martin (temporades 1 a 4).
- Eileen Atkins com a Ruth Ellingham, psiquiatra forense jubilada, germana de la Joan i també tieta del Martin (temporades 5 a 10).
- Jessica Ransom com a Morwenna Large, recepcionista del consultori del doctor Martin (temporades 5 a 10).

Secundari
- Lucy Punch com a Elaine Denham, recepcionista del consultori del doctor Martin (temporada 1).
- Katherine Parkinson com a Pauline Lamb, recepcionista del consultori del doctor Martin (temporades 2 a 4).
- Vincent Franklin com a Chris Parsons (temporades 1, 4 a 5, 8 i 10).
- Jeff Rawle com a Roger Fenn, mestre jubilat (temporades 1 a 3).
- Felicity Montagu com a Caroline Bosman (temporades 1, 2, 6 i 7).
- John Woodvine com a Christopher Ellingham, pare del doctor Martin (temporada 2).
- Claire Bloom com a Margaret Ellingham, mare del doctor Martin (temporades 2, 6 i 10).
- Tristan Sturrock com a Danny Steel (temporades 2 i 7).
- Joseph Morgan com a Mick Mabley (temporada 3).
- Lia Williams com a Edith Montgomery, doctora i antiga companya de carrera del Martin (temporada 4).
- Malcolm Storry com a Clive Tishell, marit de la farmacèutica (temporades 4, 5, 7 i 8).
- Angela Curran com a Caitlin Morgan (temporades 4, 8 a 10).
- Louise Jameson com a Eleanor Glasson, mare de la Louisa (temporada 5).
- Julie Graham com a Maggie Penhale, exdona de l'agent Penhale (temporada 5).
- Buffy Davis com a Pippa Woodley, mestra de l'escola de primària (temporades 5 a 9).
- Annabelle Apsion com a Jennifer Cardew, farmacèutica de Portwenn (temporada 6).
- Felix Scott com a Michael Pruddy (temporada 6).
- Rosie Ede com a Mel Hendy, encarregada de la llar d'infants (temporades 6, 8 i 9).
- Caroline Quentin com a Angela Sim (temporades 7 a 9).
- Robyn Addison com a Janice Bone (temporades 7 a 10).
- Emily Bevan com la doctora Rachel Timoney, psiquiatra (temporada 7).
- Sigourney Weaver com a Beth Traywick, turista nord-americana (temporades 7 i 8).
- John Hollingworth com a professor Sam Bradman (temporades 8 i 9).
- Olivia Poulet com a Julia Pote (temporada 9).
- Fay Ripley com a Abigail (temporada 10).

## Llista d'episodis
Entre el 2004 i el 2022 es van emetre al Regne Unit deu temporades a ITV, amb un total de 79 episodis. Els episodis tenen una durada de poc menys de 50 minuts, excepte el telefilm del 2006, que té una durada de 92 minuts, i l'especial de Nadal del 2022. Als Estats Units, American Public Television va emetre la pel·lícula del 2006 com un episodi de dues parts, amb el segon episodi emès una setmana després del primer.
L'abril de 2020, el director Nigel Cole va confirmar els plans per a una desena i última sèrie, que es va emetre a la tardor de 2022.

### Visió general
| Temporada | Temporada | Episodis | Episodis | Dates d’emissió        | Dates d’emissió        |
| Temporada | Temporada | Episodis | Episodis | Primera emissió        | Última emissió         |
| --------- | --------- | -------- | -------- | ---------------------- | ---------------------- |
|           | 1         | 6        | 6        | 2 de setembre de 2004  | 7 d'octubre de 2004    |
|           | 2         | 8        | 8        | 10 de novembre de 2005 | 5 de gener de 2006     |
|           | Telefilm  | Telefilm | Telefilm | 25 de desembre de 2006 | 25 de desembre de 2006 |
|           | 3         | 7        | 7        | 24 de setembre de 2007 | 5 de novembre de 2007  |
|           | 4         | 8        | 8        | 20 de setembre de 2009 | 8 de novembre de 2009  |
|           | 5         | 8        | 8        | 12 de setembre de 2011 | 31 d'octubre de 2011   |
|           | 6         | 8        | 8        | 2 de setembre de 2013  | 21 d'octubre de 2013   |
|           | 7         | 8        | 8        | 7 de setembre de 2015  | 2 de novembre de 2015  |
|           | 8         | 8        | 8        | 20 de setembre de 2017 | 8 de novembre de 2017  |
|           | 9         | 8        | 8        | 25 de setembre de 2019 | 13 de novembre de 2019 |
|           | 10        | 9        | 9        | 7 de setembre de 2022  | 25 de desembre de 2022 |

### Temporada 1 (2004)
| Núm. total | Núm. de la temporada | Títol                                    | Direcció | Guió                          | Data d'emissió original | Data d'emissió a TV3   |
| --- | -------------------- | ---------------------------------------- | -------- | ----------------------------- | ----------------------- | ---------------------- |
| 1 | 1                    | «Carn de Bodmin»                         | Ben Bolt | Dominic Minghella             | 2 de setembre de 2004   | 23 de desembre de 2024 |
| El doctor Martin Ellingham és un eminent cirurgià de Londres que ha renunciat a la seva prestigiosa carrera per optar a una plaça de metge de família a Portwenn, un petit poble de Cornualla. De camí cap al seu destí coincideix amb la Louisa Glasson, la mestra del poble i membre de la comissió que l'ha d'entrevistar. La seva relació no comença amb bon peu, però allò només serà el principi d'una llarga amistat... i d'alguna cosa més.                                |                      |                                          |          |                               |                         |                        |
| 2 | 2                    | «El que prefereixen els senyors»         | Ben Bolt | Dominic Minghella             | 9 de setembre de 2004   | 23 de desembre de 2024 |
| La consulta del Martin obre oficialment les portes, però els pacients hi continuen anant a xerrar i a prendre el te. L'exprofessor Roger Fenn està afònic i té un bony al coll, i el Martin el deriva a un especialista perquè li faci una biòpsia. El Martin acomiada l'Elaine, la seva recepcionista, quan la noia s'equivoca i s'apunta malament el nom i el número de telèfon d'un nen que podria tenir apendicitis.                                                           |                      |                                          |          |                               |                         |                        |
| 3 | 3                    | «Descomposició»                          | Ben Bolt | Dominic Minghella             | 16 de setembre de 2004  | 24 de desembre de 2024 |
| Els veïns de Portwenn són víctimes d'una passa de diarrea i el doctor Ellingham creu que ha trobat l'origen de la infecció en l'aigua de la piscina, però ho acaba descartant. Després li sembla que l'aigua de l'aixeta està contaminada, i, quan ho diu per la ràdio local, la reacció del poble no és gens positiva. Mentrestant, el Bert aprofita l'ocasió per a fer negoci i discuteix amb el seu fill.                                                                       |                      |                                          |          |                               |                         |                        |
| 4 | 4                    | «L'efecte Portwenn»                      | Ben Bolt | Dominic Minghella             | 23 de setembre de 2004  | 24 de desembre de 2024 |
| La Louisa compra dues entrades per al Ball Anual de Portwenn i hi convida el Martin. Com que ell rebutja la invitació, la Louisa li ofereix l'entrada a l'agent Mark Mylow, que es fa il·lusions. Durant una visita a una ornitòloga local, el Peter, un nen de l'escola, destrossa unes menjadores d'ocells. Mentrestant, el Martin coneix l'Stewart, un guarda forestal que va estar a la guerra de Bòsnia i que pateix un trastorn mental: creu que viu amb un esquirol gegant. |                      |                                          |          |                               |                         |                        |
| 5 | 5                    | «De tots els ports de totes les ciutats» | Ben Bolt | Kirstie Falkous i John Regier | 30 de setembre de 2004  | 27 de desembre de 2024 |
| John Slater, un antic amant de la tieta Joan, torna a Portwenn amb la intenció de reprendre la relació que van mantenir trenta anys enrere, però el Martin descobrirà que pateix una malaltia cardíaca greu. D'altra banda, Melanie Gibson, una noia de només quinze anys, s'enamora del Martin després que ell li recol·loqui una espatlla dislocada. I, mentrestant, l'Al busca la manera de seduir l'Elaine.                                                                    |                      |                                          |          |                               |                         |                        |
| 6 | 6                    | «Hemofòbia»                              | Ben Bolt | Dominic Minghella             | 7 d'octubre de 2004     | 27 de desembre de 2024 |
| El doctor Ellingham sospita que pel poble corre el rumor que ell té fòbia a la sang, cosa que es confirma quan li fan una broma amb la participació estel·lar del Bert. Peter Cronk pateix un accident mentre fa educació física a l'escola, i el Martin l'examina per si de cas, però la visita s'acaba abruptament per una discussió entre el doctor i la Louisa. A la nit, el Peter no es troba gens bé.                                                                        |                      |                                          |          |                               |                         |                        |

### Temporada 2 (2005-2006)
| Núm. total | Núm. de la temporada | Títol                          | Direcció     | Guió                                | Data d'emissió original | Data d'emissió a TV3   |
| --- | -------------------- | ------------------------------ | ------------ | ----------------------------------- | ----------------------- | ---------------------- |
| 7 | 1                    | «Gosses velles»                | Ben Bolt     | Dominic Minghella i Edana Minghella | 10 de novembre de 2005  | 30 de desembre de 2024 |
| L'Elaine se n'ha anat a viure amb el seu nòvio, i la seva cosina, la Pauline, la substitueix a la consulta. Danny Steel, un vell amic de la Louisa, arriba a Portwenn per ingressar la seva mare en una residència de gent gran, però el Martin li complica les coses. I Eddie Rix apareix a la consulta amb una costella trencada, i el seu historial mèdic mostra que es tracta d'un problema recurrent.                                                                                     |                      |                                |              |                                     |                         |                        |
| 8 | 2                    | «En absència dels progenitors» | Ben Bolt     | Richard Stoneman                    | 17 de novembre de 2005  | 30 de desembre de 2024 |
| Just abans de l'entrevista de la Louisa per al càrrec de directora, el Martin descobreix que forma part del consell escolar que avaluarà els candidats. Mentrestant, un brot d'impetigen s'escampa entre la canalla, i la Louisa decideix ignorar el consell del Martin i deixar que els nens infectats vagin a l'escola. Joy Crock, la mestressa del fish and chips de Portwenn, té un accident i l'han d'ingressar amb cremades greus, i el Bert s'ofereix a fer-se càrrec de l'establiment. |                      |                                |              |                                     |                         |                        |
| 9 | 3                    | «Llaços de sang»               | Ben Bolt     | Jack Lothian                        | 24 de novembre de 2005  | 31 de desembre de 2024 |
| La germana de l'agent Mylow obre una consulta de teràpies naturals a Portwenn i, tot i que el doctor Ellingham l'adverteix que no vol que interfereixi amb els seus pacients, ella no en fa cas. Un dels que gasten els seus remeis naturals és el senyor Flint, que viu al camp amb els seus dos fills i té un comportament molt estrany. El doctor va a visitar la família i s'endú una gran sorpresa.                                                                                       |                      |                                |              |                                     |                         |                        |
| 10 | 4                    | «Aromateràpia»                 | Ben Bolt     | Dominic Minghella i Edana Minghella | 1 de desembre de 2005   | 31 de desembre de 2024 |
| Vernon Cooke, un ancià que viu sol, fa una pudor insuportable. El Martin no en troba la causa, però no sembla un problema d'higiene. Caroline Bosman, la locutora de la ràdio local, té un comportament erràtic i tothom diu que és per culpa de l'alcohol. La relació del Danny i la Louisa progressa, amb alts i baixos, davant dels ulls del Martin. I Julie Mitchell, una nouvinguda, desperta l'interès del Mark.                                                                         |                      |                                |              |                                     |                         |                        |
| 11 | 5                    | «Sempre et tinc al cap»        | Ben Bolt     | Richard Stoneman                    | 8 de desembre de 2005   | 1 de gener de 2025     |
| El doctor Martin visita a casa seva una pacient delicada del cor, i la dona mor a mitja visita. El seu marit dona la culpa de la mort al metge i, a més, es baralla amb la tieta Joan, que era molt amiga de la difunta. Mentrestant, la Pauline flirteja amb el capità de la llanxa salvavides de Portwenn perquè vol formar part de la tripulació, i el Martin i la Louisa queden per anar al pub.                                                                                           |                      |                                |              |                                     |                         |                        |
| 12 | 6                    | «Coses de família»             | Ben Bolt     | Dominic Minghella i Edana Minghella | 15 de desembre de 2005  | 1 de gener de 2025     |
| La Margaret i el Christopher Ellingham, els pares del Martin, han arribat a Portwenn. Feia set anys que no veien el seu fill, que no entén el perquè d'aquesta visita sobtada. L'agent Mark Mylow ha decidit declarar-se a la Julie Mitchell. Des de fa uns quants dies, el Danny Steel té uns atacs de tos molt empipadors. I el Martin examina una pacient que creu que té un problema de tiroide.                                                                                           |                      |                                |              |                                     |                         |                        |
| 13 | 7                    | «L'acampada»                   | Minkie Spiro | Jack Lothian                        | 22 de desembre de 2005  | 2 de gener de 2025     |
| El Martin tracta d'urgència un adolescent que jugava amb els seus amics amb un peix aranya a la platja i ha patit un xoc anafilàctic. Mentrestant, l'agent Mark Mylow té previst celebrar el seu comiat de solter acampant al mig del bosc amb l'Al Large, però el pica un escurçó i el seu estat empitjora ràpidament. El metge no té ni idea d'on són, i la seva única esperança és el guardabosc de la zona, l'Stewart James.                                                               |                      |                                |              |                                     |                         |                        |
| 14 | 8                    | «Erotomania»                   | Minkie Spiro | Dominic Minghella i Edana Minghella | 5 de gener de 2006      | 2 de gener de 2025     |
| El Martin intenta convèncer la senyora Tishell perquè es tregui el collar ortopèdic. La Julie està embarassada i el Mark és l'home més feliç del món, però el resultat d'una prova ho canvia tot. El Danny troba una feina a Londres, i la Louisa ha de decidir si l'acompanya o es queda amb el Martin. I un membre de l'Exèrcit de Salvació arriba a Portwenn per localitzar una noia anomenada Emma Lewis.                                                                                  |                      |                                |              |                                     |                         |                        |

### Telefilm (2006)
| Núm. total | Títol      | Direcció | Guió         | Data d'emissió original | Data d'emissió a TV3 |
| --- | ---------- | -------- | ------------ | ----------------------- | -------------------- |
| 15 | «Al límit» | Ben Bolt | Jack Lothian | 25 de desembre de 2006  | 3 de gener de 2025   |
| (1a part) El Martin s'assabenta que l'estan investigant perquè alguns pacients s'han queixat del seu tracte condescendent i groller. El coronel Gilbert Spencer està entusiasmat amb les aus rares que nien als penya-segats de Portwenn, i el Bert Large hi veu l'oportunitat perfecta per muntar un nou negoci. Mentrestant, el pare de la Louisa apareix tot d'una al poble acompanyat del Jonathan, un amic seu amb una actitud molt sospitosa. (2a part) L'Al organitza un sopar romàntic per a la Pauline, però la nit no s'acabarà com ell s'imaginava. La Louisa per fi descobreix la veritat sobre el seu pare, i l'incident que el va obligar a marxar del poble sota l'ombra de la sospita. Les coses es compliquen quan el Jonathan, l'amic del Terry, pateix un brot psicòtic i acaba atrinxerant-se a la consulta del Martin amb uns quants ostatges. |            |          |              |                         |                      |

### Temporada 3 (2007)
| Núm. total | Núm. de la temporada | Títol                                | Direcció | Guió             | Data d'emissió original | Data d'emissió a TV3 |
| --- | -------------------- | ------------------------------------ | -------- | ---------------- | ----------------------- | -------------------- |
| 16 | 1                    | «Els testos s'assemblen a les olles» | Ben Bolt | Richard Stoneman | 24 de setembre de 2007  | 22 de juliol de 2024 |
| L'Alison porta la seva filla Delph al metge perquè la nena no es pot estar quieta. El doctor Ellingham creu que la Delph no està malalta, sinó que la seva mare no la sap controlar. La Louisa, que és mestra, i la Pauline, la recepcionista de la consulta, es fiquen on no s'han de ficar i aconsellen a l'Alison un medicament per a la seva filla. L'Alison dona el medicament a la Delph i el resultat encara és pitjor.                             |                      |                                      |          |                  |                         |                      |
| 17 | 2                    | «Moviment»                           | Ben Bolt | Nick Vivian      | 1 d'octubre de 2007     | 22 de juliol de 2024 |
| El Bert decideix fer un canvi de vida: deixa la feina de lampista i obre un restaurant. L'endemà de la inauguració, la consulta del doctor es comença a omplir de gent que té vòmits, i sembla que la causa és una intoxicació que prové del restaurant. Al Bert se li acumulen els problemes i al final està a punt de tenir un atac de cor, però la veritat acaba sortint a la llum.                                                                     |                      |                                      |          |                  |                         |                      |
| 18 | 3                    | «Estimaràs el proïsme»               | Ben Bolt | Richard Stoneman | 8 d'octubre de 2007     | 23 de juliol de 2024 |
| El Martin i la Louisa segueixen intentant començar una relació, però el sopar romàntic que havien planejat se'n va en orris una altra vegada, ara per culpa dels extravagants veïns nous de la Louisa. El Martin s'assabenta que l'agent Joe Penhale té un altre trastorn a part de la narcolèpsia. Primer pensa que no té més remei que denunciar-lo, però la tieta Joan li recorda que moltes persones tenen fòbies però poden treballar.                |                      |                                      |          |                  |                         |                      |
| 19 | 4                    | «L'admiradora»                       | Ben Bolt | Jack Lothian     | 15 d'octubre de 2007    | 23 de juliol de 2024 |
| El Martin li confirma a la tieta Joan que té osteoporosi. Quan la Joan comença una relació amb un noi molt més jove que ella, al Martin li costa acceptar-ho, però ella insisteix que és feliç i que no té cap intenció de deixar-lo. D'altra banda, l'atractiva viuda Carrie Wilson té el Martin al punt de mira. |                      |                                      |          |                  |                         |                      |
| 20 | 5                    | «Les punxes de la Holly»             | Ben Bolt | Ben Bolt         | 22 d'octubre de 2007    | 24 de juliol de 2024 |
| La Louisa i el Martin van a un concert benèfic. Hi actua la Holly, una amiga de la universitat de la Louisa, que, a banda de tocar el violoncel, ha triomfat en el sector de l'escola privada d'elit. Quan la cita es posa romàntica, el Martin fa un comentari desafortunat, i la Louisa decideix que no el vol tornar a veure. L'endemà, la Holly i la Louisa es prenen un cafè molt accidentat.                                                         |                      |                                      |          |                  |                         |                      |
| 21 | 6                    | «Provisió de fongs»                  | Ben Bolt | Keith Temple     | 29 d'octubre de 2007    | 24 de juliol de 2024 |
| La notícia del compromís del Martin i la Louisa s'ha escampat com la pólvora per tot Portwenn. El Dave, el Mick i el Bert han agafat una misteriosa infecció respiratòria, i el Martin sospita que podria ser un problema sanitari greu. A la Beth Sawle li acaben de posar una pròtesi de genoll. Com que no ha anat a recollir l'antibiòtic que s'ha de prendre, el Martin li fa una visita domiciliària.                                                |                      |                                      |          |                  |                         |                      |
| 22 | 7                    | «I van viure feliços»                | Ben Bolt | Jack Lothian     | 5 de novembre de 2007   | 25 de juliol de 2024 |
| El Martin i la Louisa tenen previst casar-se a la tarda, però durant el matí van apareixent tota mena d'entrebancs que sembla que impediran que se celebri el casament: el florista és detingut, el restaurant s'inunda, el capellà es trenca el maluc i la dama d'honor pareix, entre altres problemes. Els nuvis van arreglant tots els desastres fins que arriba l'hora de la veritat, i tant ell com ella han de decidir si realment volen fer el pas. |                      |                                      |          |                  |                         |                      |

### Temporada 4 (2009)
| Núm. total | Núm. de la temporada | Títol                                    | Direcció     | Guió             | Data d'emissió original | Data d'emissió a TV3 |
| --- | -------------------- | ---------------------------------------- | ------------ | ---------------- | ----------------------- | -------------------- |
| 23 | 1                    | «Boig conegut»                           | Ben Bolt     | Jack Lothian     | 20 de setembre de 2009  | 25 de juliol de 2024 |
| El doctor Ellingham s'esforça per superar la seva fòbia a la sang i ja es veu amb cor de tornar a buscar feina de cirurgià. Mentrestant, pateix entrebancs com ara una ferida a la mà provocada sense voler pel marit de la senyora Tishell, que és dur d'orella i curt de gambals, i s'ha enfrontar a una antiga col·lega seva, la doctora Montgomery. Quan està a punt de canviar de feina i de poble, arriba una sorpresa.                                                |                      |                                          |              |                  |                         |                      |
| 24 | 2                    | «Inquiet viu el cap que porta la corona» | Ben Bolt     | Ben Bolt         | 27 de setembre de 2009  | 26 de juliol de 2024 |
| La Louisa torna a Portwenn embarassada, sense feina i sense casa. Es presenta sense avisar a cal Martin i es troba la ginecòloga Edith Montgomery asseguda a la taula de la cuina. Aviat troba feina a la seva antiga escola, però ara hi ha un director nou que té un comportament erràtic que fa sospitar el Martin. |                      |                                          |              |                  |                         |                      |
| 25 | 3                    | «Morir junts com beneits»                | Ben Bolt     | Richard Stoneman | 4 d'octubre de 2009     | 26 de juliol de 2024 |
| La Louisa està amoïnada perquè fa hores que no nota com es belluga la criatura, i la Joan la convenç perquè es deixi examinar pel Martin. El Sam, germà de l'agent Penhale, fa dies que es despista i té problemes de coordinació. El doctor Ellingham s'hi fixa i decideix fer-li una analítica per descartar un trastorn genètic. El senyor Routledge continua insistint al Martin que vol anar a viure a una residència. Si deixés la casa lliure, ja té a qui llogar-la. |                      |                                          |              |                  |                         |                      |
| 26 | 4                    | «Tot passejant la sra. Mclynn»           | Minkie Spiro | Richard Stoneman | 11 d'octubre de 2009    | 29 de juliol de 2024 |
| La Louisa està embarassada de set mesos i el Martin vol que afluixi el ritme, però ella li diu que es presenta a la plaça de directora de l'escola. El Martin prova de dissuadir-la i acaben barallats. El senyor i la senyora McLynn van a la consulta perquè el Martin signi la sol·licitud del distintiu d'aparcament per a discapacitats. La Sally, la secretària de l'escola, pateix símptomes del que sembla una al·lèrgia estacional.                                 |                      |                                          |              |                  |                         |                      |
| 27 | 5                    | «Els traspassats»                        | Minkie Spiro | Jack Lothian     | 18 d'octubre de 2009    | 29 de juliol de 2024 |
| Durant l'entrevista per la feina de cirurgià a Londres, el Martin menteix sobre la seva hemofòbia. Al tren de tornada a Portwenn, un pacient seu, el Jim Selkirk, mor d'un atac de cor al seient del costat. Mentrestant, la Louisa porta els alumnes de l'escola a visitar la granja de la Joan. Un dels nens es porta malament i la Joan el tanca uns minuts al galliner per donar-li una lliçó.                                                                           |                      |                                          |              |                  |                         |                      |
| 28 | 6                    | «La crisi de la llevadora»               | Ben Bolt     | Ben Bolt         | 25 d'octubre de 2009    | 30 de juliol de 2024 |
| El doctor Ellingham va superant de mica en mica la seva fòbia a la sang i vol tornar a exercir de cirurgià, però això implica marxar del poble per anar a viure a Londres. A part de la incògnita de si tornarà a ser capaç d'operar, el doctor té el dubte de si s'ha de quedar a Portwenn, on viu la Louisa, que espera un fill d'ell però vol ser mare soltera. |                      |                                          |              |                  |                         |                      |
| 29 | 7                    | «No molesteu»                            | Ben Bolt     | Richard Stoneman | 1 de novembre de 2009   | 30 de juliol de 2024 |
| La Pauline obre una carta confidencial per al Martin amb un contracte per anar a treballar de cirurgià a Londres. La relació entre el metge i la recepcionista empitjora fins al punt que ell la despatxa fulminantment. La doctora Montgomery creu que ja ha convençut el Martin perquè comparteixi amb ella una ponència d'un congrés i alguna cosa més íntima, però, com sempre, les urgències mèdiques interfereixen en la vida del Martin.                              |                      |                                          |              |                  |                         |                      |
| 30 | 8                    | «El comiat equivocat»                    | Ben Bolt     | Jack Lothian     | 8 de novembre de 2009   | 31 de juliol de 2024 |
| L'últim dia abans que se'n vagi el doctor Martin, la consulta rep una allau de pacients, i la Pauline organitza un sistema molt eficient per atendre'ls. Un taxista, el Tommy, porta una pacient a la consulta, però el pacient acaba sent ell mateix. La Tasha, una companya de la Louisa, presenta uns símptomes semblants als del Tommy. I, de camí cap a l'hospital, la Louisa té un accident amb el seu taxi.                                                           |                      |                                          |              |                  |                         |                      |

### Temporada 5 (2011)
| Núm. total | Núm. de la temporada | Títol                             | Direcció  | Guió                            | Data d'emissió original | Data d'emissió a TV3 |
| --- | -------------------- | --------------------------------- | --------- | ------------------------------- | ----------------------- | -------------------- |
| 31 | 1                    | «Que no es perdi el romanticisme» | Ben Bolt  | Ben Bolt                        | 12 de setembre de 2011  | 31 de juliol de 2024 |
| Els plans del doctor Ellingham de reprendre la seva carrera de cirurgià a Londres queden en suspens quan la Louisa, la seva exparella, va de part abans d'hora. De tornada a casa amb la criatura, el Martin rep la notícia de la mort de la Joan, que ha patit un atac de cor a la seva furgoneta. Diana Dibbs, la nova doctora, s'instal·la a la consulta i els pacients comencen a arribar. |                      |                                   |           |                                 |                         |                      |
| 32 | 2                    | «Eixuga't les llàgrimes»          | Ben Bolt  | Richard Stoneman                | 19 de setembre de 2011  | 1 d'agost de 2024    |
| Al funeral de la Joan, les coses no surten tal com estaven previstes. La Ruth Ellingham, la seva germana, ha de decidir què farà amb la granja i amb la seva salut. La Louisa i el nen es traslladen temporalment a la consulta. Mentre no troben recepcionista, se n'ocupa la Louisa, però això provoca encara més fricció amb el Martin. El fill de l'amo de la funerària té un problema d'esquena que el Martin agreuja sense voler. |                      |                                   |           |                                 |                         |                      |
| 33 | 3                    | «Nascut amb una escopeta»         | Ben Bolt  | Jack Lothian                    | 26 de setembre de 2011  | 1 d'agost de 2024    |
| El doctor té una recepcionista nova, la Morwenna, que arriba tard el primer dia perquè s'adorm i demana ajuda al seu avi, el William, perquè no li torni a passar. La Louisa avisa l'escola que plegarà per anar-se'n a viure a Londres amb el Martin. La Ruth té problemes amb els veïns, la Shirley i el Michael, que són mare i fill i tenen una relació aparentment desequilibrada, marcada per una sospita d'enverinament. |                      |                                   |           |                                 |                         |                      |
| 34 | 4                    | «Les mares ho saben tot»          | Ben Bolt  | Chris Hurford i Tom Butterworth | 3 d'octubre de 2011     | 2 d'agost de 2024    |
| La Louisa rep una visita inesperada, la de la seva mare, l'Eleanor, a qui no veu des de fa anys. La nova àvia té moltes ganes d'ajudar, però els seus mètodes no són gaire ortodoxos. L'agent Penhale és l'encarregat d'organitzar una cursa popular benèfica al poble que portarà molts esportistes i visitants. El Bert i el Mark hi veuen l'oportunitat de fer negoci, però de seguida esclata el conflicte entre ells. El Mark, a més, amaga els símptomes del que podria ser una malaltia infecciosa. I no és l'única cosa que oculta. |                      |                                   |           |                                 |                         |                      |
| 35 | 5                    | «Recorda't de mi»                 | Paul Seed | Jack Lothian                    | 10 d'octubre de 2011    | 2 d'agost de 2024    |
| L'agent Penhale rep la visita inesperada de la seva exdona, la Maggie, que no recorda que fa un parell d'anys es van separar. En Bert i l'Al tenen una discussió sobre factures impagades, i en Bert intenta sense èxit que en Martin inverteixi en el restaurant. L'Eleanor, la mare de la Louisa, es retroba amb en Paul, pescador local i antic amic seu de l'escola. Per la seva banda, en Martin i la Louisa han de posar nom a la criatura abans no venci el termini d'inscripció al registre.                                        |                      |                                   |           |                                 |                         |                      |
| 36 | 6                    | «No deixis que se'n vagi»         | Ben Bolt  | Chris Hurford i Tom Butterworth | 17 d'octubre de 2011    | 5 d'agost de 2024    |
| El Martin i la Louisa no ho tenen fàcil per cuidar el seu fill, perquè cap dels dos vol deixar de treballar i la mare de la Louisa, que representa que els ajuda, no és gaire de fiar. Les tensions en la parella no paren de créixer. El doctor ha d'anar a resoldre unes quantes urgències a l'escola de la Louisa perquè el senyor Coley, que es cuida del manteniment, provoca diversos incidents. |                      |                                   |           |                                 |                         |                      |
| 37 | 7                    | «Gats i puces»                    | Paul Seed | Richard Stoneman                | 24 d'octubre de 2011    | 5 d'agost de 2024    |
| Uns usurers amenacen el Bert, que els ha de tornar un crèdit. Per ajudar el seu pare, l'Al fa servir uns diners de la Ruth. El Bert munta una festa al restaurant per pagar el crèdit amb els beneficis i l'Eleanor l'ajuda, però per fer-ho subcontracta la feina de cuidar el James a una adolescent. El Martin descobreix la trampa de la seva sogra, però abans que pugui reaccionar l'ha d'operar d'urgència. |                      |                                   |           |                                 |                         |                      |
| 38 | 8                    | «Per sempre més»                  | Ben Bolt  | Jack Lothian                    | 31 d'octubre de 2011    | 6 d'agost de 2024    |
| Sota els efectes d'un còctel explosiu de medicaments, la senyora Tishell ja no pot reprimir el seu amor pel doctor Martin. Quan ell li demana que li cuidi el nen durant unes hores, la farmacèutica decideix anar a totes. És ara o mai, ja que el seu marit, el Clive, ha tornat de la feina a la plataforma petroliera amb la intenció de jubilar-se perquè puguin passar més temps junts. |                      |                                   |           |                                 |                         |                      |

### Temporada 6 (2013)
| Núm. total | Núm. de la temporada | Títol                        | Direcció   | Guió             | Data d'emissió original | Data d'emissió a TV3 |
| --- | -------------------- | ---------------------------- | ---------- | ---------------- | ----------------------- | -------------------- |
| 39 | 1                    | «Salut i malaltia»           | Nigel Cole | Jack Lothian     | 2 de setembre de 2013   | 6 d'agost de 2024    |
| Tan bon punt acaba d'atendre els pacients del dia, el Martin es muda i puja a un taxi que l'espera per portar-lo a l'església: avui es casa amb la Louisa. Aquesta vegada, la cerimònia arriba a bon terme, i la gent del poble, amb el Bert al capdavant, han preparat una sorpresa als nuvis. Després del banquet, un cotxe de luxe els portarà a una casa en un paratge remot, on passaran la lluna de mel.                                                              |                      |                              |            |                  |                         |                      |
| 40 | 2                    | «Endevina qui ve a sopar»    | Nigel Cole | Ben Bolt         | 9 de setembre de 2013   | 7 d'agost de 2024    |
| La Louisa i el Martin busquen desesperadament una mainadera per al James Henry, després que el doctor hagi fet enrabiar l'última que tenien. En un intent de ser sociable, el Martin convida a sopar el president del consell escolar de l'escola on treballa la Louisa, però ell i la seva dona arriben beguts i tot es torça de mala manera. A més, la Morwenna busca llogater per compartir les despeses de la casa que ha heretat del seu avi.                          |                      |                              |            |                  |                         |                      |
| 41 | 3                    | «La docilitat d'un llop»     | Nigel Cole | Richard Stoneman | 16 de setembre de 2013  | 7 d'agost de 2024    |
| Dos pescadors troben un home inconscient a la platja i el porten a la consulta. Quan recupera el coneixement, l'home pregunta al Martin per la seva família. La Becky publica a la revista de l'escola una crítica del restaurant del Bert en què l'acusa d'haver-la intoxicat. Per substituir la senyora Tishell a la farmàcia, arriba al poble la Jennifer, una coneguda del Bert. La Caroline convenç la Ruth perquè col·labori en un programa de ràdio.                 |                      |                              |            |                  |                         |                      |
| 42 | 4                    | «No em vol ningú»            | Paul Seed  | Charlie Martin   | 23 de setembre de 2013  | 9 d'agost de 2024    |
| La Louisa vol que el Martin s'impliqui més en la cura del James i el fa anar a un taller de jocs amb el nen. La Jennifer, la farmacèutica nova, té un problema a l'ull i en Bert sospita que amaga alguna cosa. D'altra banda, l'Al se sent sol i es planteja trobar nòvia per recomanació de la Morwenna. La Ruth té un accident domèstic a causa d'una fuita d'aigua de la casa del seu veí, el senyor Morsey, un vell malcarat que comença a tenir uns marejos estranys. |                      |                              |            |                  |                         |                      |
| 43 | 5                    | «La consulta a la cantonada» | Paul Seed  | Julian Unthank   | 30 de setembre de 2013  | 9 d'agost de 2024    |
| El Martin i la Louisa estan nerviosos perquè la senyora Tishell torna al poble després que els psiquiatres li hagin donat l'alta. La farmacèutica parla amb la Louisa i li demana perdó per haver segrestat el seu fill, però quan el Martin es nega a ajudar-la s'ho agafa molt malament. L'Al marxa de casa de la Morwenna i se'n va a viure a casa de l'agent Penhale, que està en hores baixes com ell.                                                                 |                      |                              |            |                  |                         |                      |
| 44 | 6                    | «Exposició perillosa»        | Paul Seed  | Charlie Martin   | 7 d'octubre de 2013     | 12 d'agost de 2024   |
| El Malcolm té problemes per respirar, i el Martin sospita que podria tenir una malaltia relacionada amb l'exposició a l'asbest. D'altra banda, la senyora Tishell ja pot tornar a treballar sense supervisora, i la Jennifer i el Bert hauran de prendre una decisió sobre el seu futur. Finalment, el Martin i la Louisa reben una notícia tràgica de part d'una visita del tot inesperada.                                                                                |                      |                              |            |                  |                         |                      |
| 45 | 7                    | «Amor de mare»               | Nigel Cole | Richard Stoneman | 14 d'octubre de 2013    | 12 d'agost de 2024   |
| Dos policies militars es presenten a la comissaria de Portwenn buscant el Mike. El Martin és el convidat especial del Dia de l'Esport de l'escola i, com a tal, ha d'entregar les medalles als guanyadors de les proves i fer un discurs a favor de l'esport. La Ruth s'encara amb la Margaret i l'acusa de ser la responsable de tots els mals del Martin. La senyora Tishell decideix no prendre's la medicació per evitar tenir una altra crisi mental.                  |                      |                              |            |                  |                         |                      |
| 46 | 8                    | «Comiat»                     | Nigel Cole | Jack Lothian     | 21 d'octubre de 2013    | 13 d'agost de 2024   |
| La Louisa ha decidit anar-se'n a Espanya amb el petit James. El Martin està tan trasbalsat que no pot concentrar-se en la feina. L'Al presenta un pla de negocis a la Ruth per convertir la granja en un allotjament turístic. Mentrestant, el Bert prepara la seva festa de compromís, però sorgeixen entrebancs. La Margaret sembla que vol acostar-se al Martin, però les seves intencions no són sinceres del tot.                                                      |                      |                              |            |                  |                         |                      |

### Temporada 7 (2015)
| Núm. total | Núm. de la temporada | Títol                          | Direcció       | Guió                          | Data d'emissió original | Data d'emissió a TV3 |
| --- | -------------------- | ------------------------------ | -------------- | ----------------------------- | ----------------------- | -------------------- |
| 47 | 1                    | «Rescata'm»                    | Nigel Cole     | Jack Lothian                  | 7 de setembre de 2015   | 13 d'agost de 2024   |
| La Louisa i el James encara són a Espanya i el Martin es pregunta si la seva dona pensa tornar a Portwenn. La Ruth li ha trobat una terapeuta que el pot ajudar a superar els seus traumes. L'Al vol obrir el bed & breakfast de la granja a finals de setmana, però les obres no avancen. Mentrestant, un equip de la televisió local ha vingut a gravar un simulacre de rescat marítim.                                                                                        |                      |                                |                |                               |                         |                      |
| 48 | 2                    | «El xoc de la novetat»         | Nigel Cole     | Julian Unthank                | 14 de setembre de 2015  | 14 d'agost de 2024   |
| El Martin va a una psiquiatra perquè vol aprendre a fer feliç la Louisa i salvar el seu matrimoni. La Louisa torna de viatge i diu al Martin que no poden continuar com abans i que buscarà un lloc a Portwenn per anar-hi a viure amb el James. El Martin l'ajuda a buscar, però al poble no troben cap casa adequada. La Ruth té símptomes d'una malaltia greu, però no vol frenar el seu ritme de vida.                                                                       |                      |                                |                |                               |                         |                      |
| 49 | 3                    | «Parlar és bo»                 | Nigel Cole     | Charlie Martin i Jack Lothian | 21 de setembre de 2015  | 14 d'agost de 2024   |
| El Martin ha marxat de casa per donar més espai a la Louisa. Ella, després d'una sessió amb la Dra. Timoney, decideix que no vol fer teràpia de parella fins que el Martin resolgui els seus problemes. La nova locutora de Ràdio Portwenn, la Melanie, ha posat en marxa la Setmana del Menjar Sa. I els Large estan de pega, perquè el Bert ha perdut el restaurant i la nòvia, i el nou negoci de l'Al no rutlla.                                                             |                      |                                |                |                               |                         |                      |
| 50 | 4                    | «Educació, educació, educació» | Charles Palmer | Richard Stoneman              | 28 de setembre de 2015  | 16 d'agost de 2024   |
| El Martin i la Louisa comencen a fer teràpia amb la Rachel, que els posa deures per fer a casa. Un exalumne de la Louisa li demana que convenci el Martin perquè l'accepti una setmana fent d'aprenent a la consulta. El Bert diu a l'Al que té un negoci al cap que l'ajudarà a sortir del pou. Mentrestant, la Louisa i la senyoreta Grappy s'enduen un grup d'alumnes a fer classe a l'aire lliure, però una de les nenes cau desplomada i han d'avisar el Martin urgentment. |                      |                                |                |                               |                         |                      |
| 51 | 5                    | «Control-Alt-Suprimir»         | Charles Palmer | Julian Unthank                | 5 d'octubre de 2015     | 16 d'agost de 2024   |
| La senyora Tishell li continua deixant menjar a la porta al Martin, que es queixa perquè atreu el Buddy a la consulta. El gos l'empipa tant que està decidit a sacrificar-lo. La veterinària del poble, l'Angela, creu que el gos vol viure amb el Martin per ajudar-lo a superar la solitud. El Penhale organitza una barbacoa per convidar-hi la Janice. Mentrestant, el Bert elabora un whisky casolà que la Ruth troba sorprenentment bo.                                    |                      |                                |                |                               |                         |                      |
| 52 | 6                    | «Els fills dels altres»        | Ben Gregor     | Julian Unthank                | 19 d'octubre de 2015    | 19 d'agost de 2024   |
| El Danny, l'ex de la Louisa, arriba inesperadament a Portwenn amb un grup de nens de la seva parròquia. El Danny no ha oblidat la Louisa, i el Martin no s'ho pren gens bé. La Louise està concentrada en els preparatius de la festa d'aniversari del James. Serà una festa pirata, amb una contacontes i un pastís gegant. El Bert continua amb la seva destil·leria il·legal. I el Clive pren mesures extremes per satisfer la seva dona.                                     |                      |                                |                |                               |                         |                      |
| 53 | 7                    | «Facta, non verba»             | Ben Gregor     | Richard Stoneman              | 26 d'octubre de 2015    | 19 d'agost de 2024   |
| Després del fracàs del sopar romàntic del Martin i la Louisa, la Dra. Timoney opina que han d'acceptar que són incompatibles i s'han de separar. El Martin té veïnes noves, la professora d'art de l'escola i la seva filla, però la convivència no és precisament exemplar. El Bert no troba clients per al seu negoci de reformes i lampisteria. El Penhale es debat entre quedar-se a Portwenn i acceptar un trasllat a Exeter.                                               |                      |                                |                |                               |                         |                      |
| 54 | 8                    | «El Doctor no hi és»           | Ben Gregor     | Jack Lothian                  | 2 de novembre de 2015   | 20 d'agost de 2024   |
| La senyora Winton demana que el Martin la visiti a casa seva perquè no es pot moure. Quan el Martin va a la casa enmig del camp on viu la dona, ella li demana que doni una segona opinió sobre el tumor que han diagnosticat al seu marit. Com que el Martin no ho vol fer, ella el segresta a punta d'escopeta. Però la Louisa havia quedat amb el Martin per sopar i s'alarma quan no apareix.                                                                                |                      |                                |                |                               |                         |                      |

### Temporada 8 (2017)
| Núm. total | Núm. de la temporada | Títol                         | Direcció    | Guió              | Data d'emissió original | Data d'emissió a TV3 |
| --- | -------------------- | ----------------------------- | ----------- | ----------------- | ----------------------- | -------------------- |
| 55 | 1                    | «Camins inescrutables»        | Nigel Cole  | Jack Lothian      | 20 de setembre de 2017  | 20 d'agost de 2024   |
| Després de set setmanes de ser parella, el Joe Penhale i la Janice es volen casar. El Joe no es fia gaire de la substituta del rector perquè és una dona i no té experiència. El camí cap al casament és ple d'entrebancs: des d'una intoxicació provocada pel whisky del Bert a la festa prèvia, fins a un còlic nefrític del nuvi. Però davant de l'altar encara passen coses més grosses. |                      |                               |             |                   |                         |                      |
| 56 | 2                    | «Fills i amants»              | Nigel Cole  | Richard Stoneman  | 27 de setembre de 2017  | 21 d'agost de 2024   |
| Ara que la Janice se n'ha anat, el Martin i la Louisa han de trobar una llar d'infants per al James. La Ruth està pensant de vendre's la granja, ja que el negoci del bed and breakfast turístic no va gaire bé. Aquests dies s'hi està un nou client, el John, que ha vingut a Portwenn per un tema familiar. Després d'ajudar una alumna de l'escola, la Louisa es planteja un canvi professional. |                      |                               |             |                   |                         |                      |
| 57 | 3                    | «Adeu, estimada»              | Nigel Cole  | Julian Unthank    | 4 d'octubre de 2017     | 21 d'agost de 2024   |
| La Louisa es veu obligada a fer l'extraescolar de vela per la baixa de la Pippa, tot i que no li agrada gens navegar. La decisió de la Ruth provoca un daltabaix a la família Large, i l'Al i la Morwenna decideixen agafar el pub. Mentrestant, el Clive té un altre atac de cor que serà el definitiu, però la Sally no sembla que n'estigui gaire afectada. |                      |                               |             |                   |                         |                      |
| 58 | 4                    | «Fe»                          | Stuart Orme | Colin Bateman     | 11 d'octubre de 2017    | 22 d'agost de 2024   |
| Els pares de la Morwenna tornen de l'Àfrica, on feien de missioners, per visitar la seva filla per sorpresa i donar-li una notícia important. D'altra banda, un desconegut es cola de nit a l'escola de Portwenn per estripar unes fotografies. El Penhale obre una investigació i, amb l'ajuda de la Louisa i el Martin, acaba descobrint la identitat del culpable i el mòbil del crim. |                      |                               |             |                   |                         |                      |
| 59 | 5                    | «Aquests nens tan espavilats» | Stuart Orme | Andrew Rattenbury | 18 d'octubre de 2017    | 22 d'agost de 2024   |
| Al doctor Ellingham se li gira feina: la veterinària Angela no para de tossir, i el seu nebot Toby, que passa uns dies amb ella, té l'escarlatina. El matrimoni d'artistes format pel Walter i la Lily també requereix els serveis del metge: ell per la vista, i ella per un problema molt més greu. Però qui més preocupa al poble és la senyora Tishell, que no supera la mort del seu home: hi parla i ha tancat la farmàcia per aïllar-se de tothom. Mentrestant, l'Al rep una comanda de whisky molt interessant però, com que no sap fer anar l'alambí, haurà de recórrer al seu pare per tornar a engegar el negoci. |                      |                               |             |                   |                         |                      |
| 60 | 6                    | «Heroi per casualitat»        | Stuart Orme | Julian Unthank    | 25 d'octubre de 2017    | 23 d'agost de 2024   |
| L'Al i la Morwenna passen uns dies en una iurta, però les minivacances acaben en un desastre. La substituta que deixa la Morwenna a la consulta se'n va, i la senyora Tishell ho aprofita per treballar al costat del seu adorat doctor. El Bert es queda al càrrec del pub de l'Al i munta una barbacoa, però la carn que ha comprat per fer-la és robada i, a més, porta una malaltia greu. |                      |                               |             |                   |                         |                      |
| 61 | 7                    | «Bot contra bot»              | Nigel Cole  | Richard Stoneman  | 1 de novembre de 2017   | 23 d'agost de 2024   |
| Com cada any, L'equip de remers de Portwenn s'enfronta en una regata amb l'equip de Port Carran. La capitana de Port Carran ha d'anar a la consulta del Martin per una molèstia menor, però la visita no va bé i tant la pacient com el metge acaben a terra desmaiats. Quan se disputa la competició i sembla que els de Portwenn perdran com sempre, un fet imprevist posa la victòria al seu abast. |                      |                               |             |                   |                         |                      |
| 62 | 8                    | «Quatre homes sense pietat»   | Nigel Cole  | Jack Lothian      | 8 de novembre de 2017   | 26 d'agost de 2024   |
| A l'espera de la vista del tribunal mèdic que decidirà el seu futur, el Martin ha tancat la consulta, però els pacients no paren d'arribar. El Chris Parsons tasta el whisky del Bert Large amb conseqüències desastroses. La Louisa ha d'acabar un treball acadèmic, però sembla que tot conspira en contra seu. I la senyora Tishell ha trobat una nova enemiga, la Beth Traywick, que ha tornat a Portwenn per fer una consulta mèdica al Martin. |                      |                               |             |                   |                         |                      |

### Temporada 9 (2019)
| Núm. total | Núm. de la temporada | Títol                           | Direcció       | Guió               | Data d'emissió original | Data d'emissió a TV3 |
| --- | -------------------- | ------------------------------- | -------------- | ------------------ | ----------------------- | -------------------- |
| 63 | 1                    | «Cap al far»                    | Nigel Cole     | Jack Lothian       | 25 de setembre de 2019  | 26 d'agost de 2024   |
| La doctora Rebecca Hedden arriba a Portwenn per observar la interacció del doctor Ellingham amb els pacients. Naturalment, el Martin no s'ho pren gens bé, però la seva carrera penja d'un fil. El Bert Large vol invertir en una barca de pesca, però l'Al no en vol ni sentir parlar. La Sally Tishell té una cita molt accidentada amb un company del club de lectura. I el Martin i la Louisa parlen de tenir un segon fill.                                                                                             |                      |                                 |                |                    |                         |                      |
| 64 | 2                    | «Novetats i trasbals»           | Nigel Cole     | Ash Ditta          | 2 d'octubre de 2019     | 27 d'agost de 2024   |
| Les preocupacions assalten la Louisa: el James sembla que no tingui cap amiguet a la llar d'infants i, d'altra banda, la seva substituta com a directora de l'escola, la Lorna, hi està fent canvis molt dràstics. Mentrestant, el Martin ha d'assistir a uns cursets de reciclatge molt bàsics, la Morwenna està molt molesta amb l'Al pel poc interès que mostra per l'organització del casament, i el Miles, un cosí dels Large que ha tornat al poble, enreda el Bert perquè vengui al pub un gelat d'elaboració pròpia. |                      |                                 |                |                    |                         |                      |
| 65 | 3                    | «Segellat amb un petó»          | Nigel Cole     | Julian Unthank     | 9 d'octubre de 2019     | 27 d'agost de 2024   |
| La Louisa prepara una vetllada especial per l'aniversari del Martin, però els plans es torcen per la festa sorpresa que li prepara l'Al a la Morwenna. La Ruth comença a patir unes sobtades pèrdues de memòria que amoïnen el Martin. El Penhale investiga un robatori a casa de la Ruth que no és el que sembla. Mentrestant, la Louisa ha de presentar un treball al grup de tutoria i la sessió acaba sent un desastre                                                                                                   |                      |                                 |                |                    |                         |                      |
| 66 | 4                    | «Pinta-ho de negre»             | Charles Palmer | Andrew Rattenbury  | 16 d'octubre de 2019    | 28 d'agost de 2024   |
| La Louisa veu el Buddy pel carrer i el segueix fins a la funerària, que té una nova propietària. Dos germans, el Billy i el George, denuncien un misteriós robatori de maquinària agrícola en què l'agent Penhale disposarà de l'ajuda del sergent Mylow, que ha tornat a Portwenn. I el Bert i l'Al, amb l'ajuda de la Ruth, volen convèncer el Ken que no es vengui el pub. |                      |                                 |                |                    |                         |                      |
| 67 | 5                    | «El salvatge oest d'Anglaterra» | Charles Palmer | Alastair Galbraith | 23 d'octubre de 2019    | 28 d'agost de 2024   |
| Tot Portwenn està alterat perquè al poble hi ha un ferit de bala i l'agent Penhale creu que per fi podrà resoldre un cas important i sortir als diaris. L'home només té una ferida superficial i el Martin el cura, però sembla que té altres problemes, a més de la ferida de bala. El pub es posa a la venda i, abans que l'Al i el Bert hagin pogut fer una oferta, se l'ha quedat una misteriosa compradora. |                      |                                 |                |                    |                         |                      |
| 68 | 6                    | «Equilibri»                     | Charles Palmer | Chris Reddy        | 30 d'octubre de 2019    | 29 d'agost de 2024   |
| El Joe retroba un antic company de classe que viu en una platja on ensenya surf. La seva dona està embarassada de vuit mesos i la visita regularment el Martin, que detecta que el surfista té un problema a l'orella, però ell no en fa cas. Quan arriba el part, la parella necessita ajuda de tothom: del doctor, la Louisa, el Joe i la Morwenna, que ha de demostrar que sap intervenir en un cas d'urgència. |                      |                                 |                |                    |                         |                      |
| 69 | 7                    | «Noia blanca soltera busca»     | Nigel Cole     | Julian Unthank     | 6 de novembre de 2019   | 29 d'agost de 2024   |
| La Louisa té problemes amb una pacient adolescent, la Bethany, que insisteix a veure-la fora de les hores establertes de teràpia. La senyora Tishell està molt contenta perquè té una noia, la Sarah, fent pràctiques a la farmàcia. Com que és de la família, si tot va bé, algun dia heretarà el negoci. I l'Al està una mica molest amb el Joe perquè només troba pegues a la manera com estan organitzant el casament.                                                                                                   |                      |                                 |                |                    |                         |                      |
| 70 | 8                    | «Llicència per exercir»         | Nigel Cole     | Jack Lothian       | 13 de novembre de 2019  | 30 d'agost de 2024   |
| És el dia del casament de l'Al i la Morwenna, i s'acumulen tantes complicacions que la parella està a punt d'ajornar la cerimònia. Però el Joe, que fa de padrí, els ajuda a tirar endavant i agafa cada vegada més protagonisme en la celebració. També és un dia molt important per al Martin, que ha de passar l'última prova imposada pel Col·legi de Metges per decidir si el deixen continuar exercint o no. |                      |                                 |                |                    |                         |                      |

### Temporada 10 (2022)
| Núm. total | Núm. de la temporada | Títol                    | Direcció       | Guió                          | Data d'emissió original | Data d'emissió a TV3   |
| --- | -------------------- | ------------------------ | -------------- | ----------------------------- | ----------------------- | ---------------------- |
| 71 | 1                    | «Sobreviuré»             | Nigel Cole     | Jack Lothian                  | 7 de setembre de 2022   | 30 d'agost de 2024     |
| El Martin fa un any que ja no exerceix de metge i dedica el temps a arreglar rellotges i cuidar la canalla. La senyora Tishell organitza una recollida de firmes per aconseguir que el doctor torni. La Caitlin fa fora del pub el Bert, que ha d'anar a viure amb l'Al i la Morwenna. La Ruth descobreix quin és l'autèntic motiu pel qual el Martin perd el temps a casa i l'anima a moure fitxa per tornar a fer de metge. El cas d'una malalta que presenta símptomes preocupants i a qui el Martin teòricament no pot tractar l'acaba d'esperonar per anar a parlar amb el Chris Parsons. |                      |                          |                |                               |                         |                        |
| 72 | 2                    | «Una nit i prou»         | Philip John    | Andrew Rattenbury             | 14 de setembre de 2022  | 2 de setembre de 2024  |
| El Martin torna a la feina i, entre els pacients del Martin i els clients de la Louisa, la consulta s'omple de gent. El recepcionista nou és un desastre i la situació es desborda. Els intents de l'Al i el Bert per posar en marxa el seu càmping de caravanes són plens d'entrebancs. La Louisa, davant els problemes d'espai, planteja al Martin canviar de casa i es fixa en una on viu George Upton, que fa poc que s'ha quedat viudo. |                      |                          |                |                               |                         |                        |
| 73 | 3                    | «Des de quan?»           | Kate Cheeseman | Kevin Cecil                   | 21 de setembre de 2022  | 3 de setembre de 2024  |
| El guarda forestal Stewart James, que té un historial de malalties mentals, organitza un curset de supervivència, i la Morwenna aconsegueix que l'Al, que no hi tenia gens d'interès, s'apunti a participar-hi i, a més, s'endugui el Joe Penhale com a acompanyant. Una malaltia rara fa que l'Stewart tingui un comportament que recorda sospitosament les seves bogeries del passat, i, quan el Martin intenta ajudar-lo, cau literalment en un parany. |                      |                          |                |                               |                         |                        |
| 74 | 4                    | «Amor etern»             | Philip John    | Julian Unthank                | 28 de setembre de 2022  | 4 de setembre de 2024  |
| La nova herbolària de Portwenn dona consells que agreugen les malalties dels pacients del Martin. Al poble també hi ha arribat una mare adolescent amb una nena petita que té símptomes de galteres. D'altra banda, una ex-xicota del Martin es presenta a casa seva per convidar-lo a una conferència a Londres. I el Joe se sent culpable per haver intoxicat la Janice sense voler durant el sopar que li prepara per intentar reconquistar-la. |                      |                          |                |                               |                         |                        |
| 75 | 5                    | «Porta'm a la lluna»     | Kate Cheeseman | Chris Reddy                   | 5 d'octubre de 2022     | 5 de setembre de 2024  |
| El pare de la Louisa apareix al poble, i tant ella com el Martin sospiten de les seves intencions, perquè acaba de sortir de la presó. Mentrestant, la Ruth segueix intentant ajudar el Martin a superar l'hemofòbia amagant-li òrgans ensangonats als llocs més inesperats per veure com reacciona. L'Al no se sorprèn gaire quan el Bert li revela que té la intenció de tornar al negoci del whisky. |                      |                          |                |                               |                         |                        |
| 76 | 6                    | «Retorn al remitent»     | Kate Cheeseman | Amy Roberts, Loren Mclaughlan | 12 d'octubre de 2022    | 6 de setembre de 2024  |
| El doctor Martin vola a Londres per fer la ponència inaugural d'un congrés. Durant el vol, el Martin i la Louisa comparteixen cabina amb un comiat de soltera. Quan la futura núvia pateix una urgència mèdica, el Martin l'atén, però en surt malparat. A l'hotel del congrés, es troben amb la Sophie, una ex del Martin. Mentrestant, a Portwenn, les criatures s'han quedat a càrrec de la Janice, però el Martin no se'n fia gaire. |                      |                          |                |                               |                         |                        |
| 77 | 7                    | «L'amor et farà lliure»  | Nigel Cole     | Jack Lothian                  | 19 d'octubre de 2022    | 9 de setembre de 2024  |
| El Martin té dubtes amb la feina a l'Imperial College i d'entrada decideix no acceptar-la perquè no sigui un trasbals per a la Louisa i la canalla. Mentrestant, el Chris i la Helen intenten refer la seva relació, i la Helen convida el Martin i la Louisa al sopar d'aniversari del Chris. La Louisa fa entendre al Martin que, si no accepta la feina, se'n penedirà tota la vida. |                      |                          |                |                               |                         |                        |
| 78 | 8                    | «L'últim estiu»          | Nigel Cole     | Jack Lothian                  | 26 d'octubre de 2022    | 10 de setembre de 2024 |
| El Martin i la Louisa estan immersos en plena mudança per marxar cap a Londres, i tot Portwenn es mobilitza per fer-los una festa de comiat. La senyora Tishell, però, gestiona molt malament el fet de no tornar a veure mai més el seu estimat doctor. El dia abans de marxar, el Martin encara atén un últim pacient, però la desaparició del Pollet altera els plans de la família Ellingham. Durant la recerca, el Martin pateix un greu accident que ho canviarà tot. |                      |                          |                |                               |                         |                        |
| 79 | 9                    | «Últim Nadal a Portwenn» | Nigel Cole     | Jack Lothian                  | 25 de desembre de 2022  | 22 de desembre de 2024 |
| És Nadal, i el Martin i la Louisa porten el James a visitar Santa Claus, però el Martin sospita que l'home que encarna el personatge té una malaltia contagiosa i fa suspendre la festa. El James s'ho pren molt malament, i la Louisa decideix organitzar una desfilada pels carrers de Portwenn per fer-li passar el disgust. Quan arriba la notícia de la mort de la seva mare, el Martin tanca un capítol de la seva vida. |                      |                          |                |                               |                         |                        |

## Adaptacions
El 2014, Česká televize i RTVS van començar a filmar la seva pròpia sèrie de televisió protagonitzada per Miroslav Donutil, que està molt inspirada en la sèrie britànica original. La sèrie va començar a emetre's el 30 d'agost de 2015 a Eslovàquia i a partir del 4 de setembre de 2015 a Txèquia. La versió txeca està ambientada a les muntanyes Beskides, que és una zona pintoresca a l'est de la República Txeca a la frontera amb Eslovàquia; com Portwenn, està molt lluny de la capital, Praga, i depèn de la indústria turística.
Els productors de televisió francesos Ego Productions, en col·laboració amb TF1, van produir una versió francesa de la sèrie protagonitzada per Thierry Lhermitte com el doctor Martin Le Foll, i basada a la fictícia ciutat bretona de Port-Garrec i filmada a Finisterre. La sèrie es va emetre a TF1 del 10 de gener de 2011 al 27 d'abril de 2015.
A Alemanya, Doktor Martin, una adaptació de la sèrie original, va emetre's a ZDF amb Axel Milberg com a Doktor Martin Helling, un cirurgià de Berlín.
A Grècia, Kliniki periptosi, una adaptació de la sèrie original filmada a la ciutat de Kardamyli al costat de la mar Jònica, es va emetre el novembre de 2011 a Mega Channel amb Yannis Bezos com a Markos Staikos, un cirurgià de Nova York.
Als Països Baixos, Dokter Tinus, basada en la sèrie original, va començar a emetre's a finals d'agost de 2012 a SBS6, amb el paper principal interpretat per l'actor Thom Hoffman. La sèrie es va rodar a Woudrichem, a la vora del riu Waal.
Notro Films va produir una versió en castellà sota el títol Doctor Mateo per a Antena 3. El paper principal del doctor Mateo Sancristóbal va ser interpretat per Gonzalo de Castro. Es va emetre l'any 2009 i es va rodar a Llastres (Astúries), anomenat el poble fictici de San Martín del Sella.